# Emma Chapman
Emma Olivia Chapman (1988) é física e pesquisadora britânica, que pertence ao programa Dorothy Hodgkin Fellowship da Royal Astronomical Society, na Universidade de Nottingham.
Sua pesquisa investiga a época da Reionização, isto é, o período da história do universo onde se iniciou a formação de estrelas. Chapman trabalha com o telescópio LOFAR.
Em novembro de 2020 publicou seu primeiro livro, First Light: Switching on Stars at the Dawn of Time, ainda sem tradução para o português.

## Início da vida na Educação
Chapman terminou seu Mestrado em Física na Durham University, recebendo honras acadêmicas, em 2010. Ela também completou seu doutorado, “Seeing the Light: Foreground Removal in the Dark and Dim Ages” (sem tradução para o português até o momento), na University College London, onde também ganhou o Prêmio Chris Skinner do Department of Physics and Astronomy Thesis.
Chapman estuda a cultura do doutorado e seu impacto na vida das mulheres. 

## Pesquisa e Carreira
Após seu doutorado, Chapman continuou na University College London como investigadora de pós-doutorado do telescópio Square Kilometre Array. Chapman ganhou uma bolsa de investigação da Royal Astronomical Society em 2013 e, em 2014, o prêmio de Física em Início de Carreira do Ano do Institute of Physics, patrocinado pela Shell.
Em 2015, Chapman ganhou um processo contra a University College London por assédio sexual, com apoio da firma de advocacia Ann Olivarius. Ela encerrou o caso por setenta mil libras (cerca de quatrocentos e dez mil reais na época) e fez campanha contra o uso de "acordos de não-divulgação" e segredo de justiça para esses tipos de casos. Como resultado de sua campanha, a University College of London abandonou esse tipo de acordo.
Em 2017, Chapman foi altamente recomendada para a premiação da L'Oréal-UNESCO Para Mulheres na Ciência.
Em 2018, foi contemplada pelo programa Dorothy Hodgkin Fellowship pela Royal Astronomical Society, mesmo ano em que falou sobre a Era das Primeiras Estrelas na New Scientist Live. Foi palestrante convidada no Festival de Ciência de Cheltenham e ganhou o Prêmio Athena da Real Sociedade de Londres para o Aperfeiçoamento do Conhecimento Natural. 

### Grupo "The 1752"
Palestrou sobre o sexismo na ciência no Royal Institution, no Welcome Collection e na BBC. 
Chapman é fundadora do “The 1752”, um grupo de pressão política para acabar com o assédio sexual entre funcionários e estudantes no meio acadêmico. Ela foi a principal oradora no tópico na Conferência Internacional para Mulheres na Física da União Internacional de Física Pura e Aplicada. Ela associou-se com a União Nacional dos Estudantes (Reino Unido) para conduzir uma pesquisa sobre assédio sexual entre funcionários e estudantes. Nesta pesquisa, identificaram a má conduta na educação superior e o amparo inadequado para as vítimas por parte das instituições.
O Prêmio Athena da Real Sociedade de Londres, recebido por Chapman em 2018 para o Aperfeiçoamento do Conhecimento Natural, destacou seu trabalho para terminar o assédio sexual e bullying no meio acadêmico.

## Vida pessoal
Chapman teve seu primeiro filho durante o último ano de seu curso de doutorado.